# Phanotea cavata
Phanotea cavata är en spindelart som beskrevs av Griswold 1994. Phanotea cavata ingår i släktet Phanotea och familjen Zoropsidae. Inga underarter finns listade i Catalogue of Life.